# بوسه در تونل
بوسه در تونل (انگلیسی: The Kiss in the Tunnel) فیلمی در ژانر صامت به کارگردانی جرج آلبرت اسمیت است که در سال ۱۸۹۹ منتشر شد. از بازیگران آن می‌توان به جرج آلبرت اسمیت اشاره کرد.